# 山田紹之助
山田 紹之助（やまだ つぐのすけ、1889年（明治22年）6月12日 - 没年不明）は、日本の実業家、工学者。北海道帝国大学教授。阜新製作所社長。満州炭鉱理事。衆議院議員山田喜之助の長男。

## 人物
東京府の弁護士・山田喜之助の長男。1909年7月、石川県金沢の第四高等学校を卒業後、9月東京帝国大学工科大学機械工学科に進学。1912年7月、大学を卒業し、鉄道院に奉職。1913年、家督を相続した。
その後、官を辞して明治鉱業に入社した。欧米各国に留学した。1925年8月、北海道帝国大学に開設された工学部の教授（鉱山工学教室・鉱山機械学担当）に就任した。1938年3月、北海道帝国大学教授を退官して満州炭鉱株式会社の技師に転じた。住所は新京市。

## 家族・親族
山田家

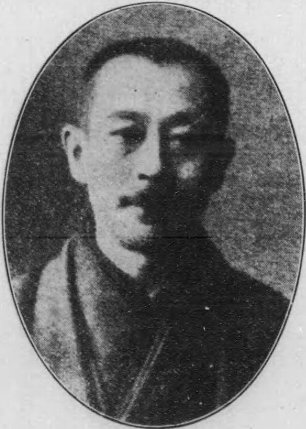
父・山田喜之助

- 祖父・八郎兵衛（大阪府人、砂糖商、住所は大阪府大阪市東区瓦町）
- 父・喜之助（1859年 - 1913年[4]、弁護士、政治家・衆議院議員）[4]
- 母・鳰（にお、1868年 - 1943年、熊本士族・岡松甕谷の二女）[1][2]
- 弟・作之助（1889年 - 1995年、弁護士、裁判官）[2]
- 妹・呈（1893年 - ?、小林俊三の妻）[1]
- 叔父・正三（1882年 - 1949年、法学者、京都帝大法学部長）[2]
- 先妻・洋（1896年 - ?、東京府士族・岡松参太郎の長女）[2][5]
- 後妻・志津（1901年 - ?、岐阜県人・水谷浅吉の長女）[1][2]
- 長男[2]
- 長女[2]
- 二女[2]

親戚
- 井上毅（官僚、政治家）
- 岡松参太郎（法学者）[5]
- 小林俊三（弁護士、裁判官）